# Korak do neba (televizijska serija)
Korak do neba (tal. Un passo dal cielo) talijanska je televizijska serija koja se prikazuje na talijanskoj teleziviziji Rai 1 od 10. travnja 2011. godine.
Prve tri sezone usredotočuje se na život Pietra Thienea, kojeg glumi Terence Hill, zapovjednik postaje Šumarskog korpusa San Candido (na njemačkom Innichen), u Južnom Tirolu. Od četvrte sezone novi zapovjednik Francesco Neri, kojeg glumi Daniele Liotti, koji od šeste sezone prelazi u općinu San Vito di Cadore, u Venetu. Dvojici zapovjednika pridružuje se načelnik napuljske policije Vincenzo Nappi, kojeg glumi Enrico Ianniello, s kojim, prvo Pietro, a zatim Francesco imaju radni odnos. Od sedme sezone nova protagonistica je Manuela Nappi, koju glumi Giusy Buscemi. Šesta sezona poznata je pod podnaslovom I Guardiani.
Lux Vide, 8. svibnja su objavili je da je serija obnovljena za osmu sezonu.

## Radnja
Pietro Thiene viši je inspektor Šumarskog korpusa koji radi u alpskom selu San Candido, surađujući, budući da imaju susjedne urede, s policijskim načelnikom Vincenzom Nappijem koji je upravo stigao u Južni Tirol. Pietro ima veliko znanje o prirodi i planinama, ali u sebi se žalosti za smrt svoje supruge, koja se dogodila tijekom uspona.
Nakon Pietrovog odlaska u Nepal, naslijedio ga je zapovjednik Francesco Neri, također s dramatičnom prošlošću, povezanom smrću sina i posljedičnim odvajanjem od supruge, koja se pridružila sekti.
Nakon raspuštanja Šumarskog korpusa i Francescova odlaska u Sloveniju, događaji, koji su se preselili u San Vito di Cadore, usredotočeni su na istrage Vincenza i njegove sestre Manuele, koja je u međuvremenu postala policajka.

## Pregled serije
Serija se u Hrvatskoj prikazuje na HTV 1 sa reprizama na HTV 3. Dok su se epizode prvih dvaju sezona prikazale normalno kao i u Italiji,  treća četvrta i peta sezona imaju po 20 epizoda u Hrvatskoj. Dok šesta ima isto osam.
| Sezona | Tal. br. epizoda | Hrv. br. epizoda | Talijansko prikazivanje                   | Hrvatsko prikazivanje                     |
| ------ | ---------------- | ---------------- | ----------------------------------------- | ----------------------------------------- |
| 1.     | 12               | 12               | 10. travnja 2011. – 17. svibnja 2011.     | 16. rujna 2019. – 1. listopada 2019.      |
| 2.     | 16               | 16               | 14. listopada 2012. – 29. studenoga 2012. | 2. listopada 2019. – 23. listopda 2019.   |
| 3.     | 18               | 20               | 8. siječnja 2015. – 16. ožujka 2015.      | 24. listopada 2019. – 21. studenoga 2019. |
| 4.     | 18               | 20               | 17. siječnja 2017. – 21. ožujka 2017.     | 22. studenoga 2019. – 19. prosinca 2019.  |
| 5.     | 10               | 20               | 12. rujna 2019. – 14. studenoga 2019.     | 20. prosinca 2019. – 22. siječnja 2020.   |
| 6.     | 8                | 16               | 1. travnja 2021. – 20. svibnja 2021.      | 12. siječnja 2022. – 2. veljače 2022.     |
| 7.     | 8                | –                | 30. ožujka 2023. – 8. svibnja 2023.       | Još nije najavljeno                       |

## Glumačka postava

### Glavni
- Terence Hill kao Pietro Thiene (sezona 1-3)
- Enrico Ianniello kao Vincenzo Nappi
- Gianmarco Pozzoli kao Huber Fabricetti
- Francesco Salvi kao Roccia Scotton (sezona 1-4)
- Katia Ricciarelli kao Assunta Scotton (sezona 1-4)
- Claudia Gaffuri kao Chiara Scotto (sezona 1-3; gost – sezona 4)
- Gabriele Rossi kao Giorgio Gualtieri (sezona 1-3)
- Gaia Bermani Amaral kao Silvia Bussolati (sezona 1-2)
- Caterina Shulha kao Natasha Volkova (sezona 3-4; sporedni – sezona 2)
- Giusy Buscemi kao Manuela Nappi (sezona 3, 6 – danas)
- Tommaso Ramenghi kao Tommaso Belli (sezona 3-4)
- Rocío Muñoz Morales kao Eva Fernandez (sezona 3-5, 7 – danas; sporedni – sezona 6)
- Giovanni Scifoni kao Karl Reuter (sezona 3)
- Daniele Liotti kao Francesco Neri (sezona 4-6)
- Pilar Fogliati kao Emma Giorgi (sezona 4-5; sporedni – sezona 6)
- Matteo Martari kao Albert Kroess (sezona 4-5)
- Daniela Virgilio kao Livia Sonzogni (sezona 4)
- Francesca Piroi kao Zoe Sartori (sezona 4)
- Pierangelo Menci kao Martino Bechis (sezona 4)
- Beatrice Armera kao Valeria Ferrante (sezona 5)
- Giulia Fiume kao Adriana Ferrante (sezona 5)
- Jenny De Nucci kao Isabella Ferrante (sezona 5-6)
- Stefano Cassetti kao Bruno Moser (sezona 5)
- Serena Autieri kao Ingrid Moser (sezona 5)
- Matteo Oscar Giuggioli kao Klaus Moser (sezona 5)
- Serena Iansiti kao Carolina Volpi (sezona 5)
- Aurora Ruffino kao Dafne Meir (sezona 6)
- Anna Dalton kao Elda (sezona 6)
- Carlo Cecchi kao Christoph (sezona 6)
- Marco Rossetti kao Nathan (sezona 7 – danas)
- Leonardo Pazzagli kao Gregorio Masiero (sezona 7 – danas)
- Giorgio Marchesi kao Luciano Paron (sezona 7 – danas)

### Sporedni
- Mauro Pirovano kao The Mayor (sezona 1)
- Battina Giovannini kao Claudia Gualtieri (sezona 1)
- Valentina D'Agostino kao Marcella (sezona 1)
- Catrinel Menghia kao Anya (sezona 2)
- Magdalena Grochowska kao Emma Voronina (sezona 2)
- Raniero Monaco di Lapio kao Tobias (sezona 2)
- Miriam Leone kao Astrid (sezona 2)
- Alice Bellagamba kao Miriam (sezona 2)
- Alan Cappelli Goetz kao Marco (sezona 2)
- Daniel Vivian kao Nikolaj Yelisev (sezona 2)
- Eleonora Sergio (sezona 2) i Alice Mangione (sezona 4) kao Antonella Fabricetti
- Fabio Fulco kao Federico Ruffo (sezona 3)
- Alice Torriani kao Cristina Fabricetti (sezona 4)
- Cristian Popa kao Eugenij Sr. (sezona 4)
- Cristina Marino kao Anna Hofer (sezona 4)
- Alberto Giusta kao Annin otac (sezona 4)
- Valentina Tomada kao Annina majka (sezona 4)
- Fedez kao himself (sezona 4)
- Luca Fiamenghi kao Stephen Berger (sezona 4)
- Francesco Castiglione kao Gunther (sezona 4; gost – sezona 5)
- Davide Paganini kao Carlo Cesarin (sezona 5)
- Sinja Dieks kao Elena Salvi (sezona 5)
- Leonardo Trevisan kao Leonardo Sozogni (sezona 5)
- Luca Chikovani kao Enrico Costa (sezona 6)
- Filippo De Carli kao Giorgio (sezona 6)
- Flavio Furno kao Antonio (sezona 6)
- Fabio Ghidoni kao Moritz (sezona 6)
- Giulia Vecchio kao Adele (sezona 7)

## Vanjske poveznice
- Službena stranica na luxvide.it
- Un passo dal cielo u internetskoj bazi filmova IMDb-a